# Люнебург
Лю́небург (нем. Hansestadt Lüneburg [ˈhan.zə.ʃtat ˈlyː.nə.bʊɐk], н.-нем. Lümborg, полаб. Glein, Chlein, Glain или Glyn, н.-луж. Glain, лат. Luneburgum) — ганзейский немецкий город в Нижней Саксонии в 50 км к юго-востоку от Гамбурга. Центр одноимённого района. Через Люнебург протекает река Ильменау, приток Эльбы. Население — 76 837 человек (2022).

## История
В Средние века город славился богатством благодаря торговле солью. Рядом с городом находилось несколько месторождений соли. Её экспортировали в соседние земли. По Старому соляному пути соль доставляли в Любек, а оттуда продавали по всему балтийскому побережью. Долгое время Люнебург был одной из столиц герцогов Брауншвейг-Люнебургских; город и его соль были факторами могущества и процветания Ганзы.
Люнебург впервые упоминается в летописях 956 года. В 1158 году многие люнебургские купцы стали полноправными членами Торгового союза — предтечи Ганзы. В Ганзейский союз город приняли на первом же съезде Ганзы в 1356 году, чему имелись две веские причины: его географическое положение и коммерческое значение.
В XVI—XVII веках — столица герцогства Брауншвейг-Люнебургского, которым правили Вельфы. С переносом столицы их владений в Ганновер политико-экономическое значение города снизилось. В 1700—1703 годах в певческой школе при церкви Св. Михаила в Люнебурге учился Иоганн Себастьян Бах. Здесь же он познакомился с известным органистом Георгом Бёмом, работавшим в церкви Св. Иоанна, который оказал большое влияние на дальнейшую судьбу композитора.
На средства Люнебурга из его жителей в 1815 году был создан Люнебургский батальон, принявший участие в сражении при Ватерлоо. Знамя батальона нёс принц из династии Пон. Батальон почти в полном составе во главе с принцем погиб при обороне Ге-Сент.
В 1814 году Люнебург остался в составе Брауншвейг-Люнебурга, преобразованного по решению Венского конгресса из курфюршества Брауншвейг-Люнебург в королевство Ганновер.
После Австро-прусской войны 1866 года королевство Ганновер было аннексировано Пруссией и преобразовано в прусскую провинцию Ганновер. В её составе Люнебург оставался до ликвидации провинций Пруссии в 1946 году и являлся административным центром правительственного района Люнебург.
В эпоху Третьего рейха с 1937 года Люнебург был административным центром гау НСДАП «Восточный Ганновер». В конце Второй мировой войны, 4 мая 1945 года у деревни Вендиш-Эферн к югу от Люнебурга немецкая делегация во главе с генерал-адмиралом Гансом-Георгом фон Фридебургом в присутствии британского фельдмаршала Бернарда Монтгомери подписала Акт о безоговорочной капитуляции германских войск на северо-западе Германии, в Дании и Нидерландах. По окончании войны Люнебург вошёл в Британскую оккупационную зону.
В Люнебурге совершил самоубийство один из высокопоставленных нацистов, рейхсфюрер СС Генрих Гиммлер. Оказавшись в британском плену, 23 мая 1945 года перед допросом он раскусил ампулу с цианистым калием. В Люнебурге же неделю спустя в британском госпитале после попытки суицида умер арестованный англичанами гауляйтер Восточного Ганновера Отто Телшов.
Добыча соли была окончательно прекращена лишь в 1980 году — этот год стал последним в тысячелетней истории промысла. В 1989 году в Люнебурге учреждён университет. Длительная вырубка леса, использовавшегося в качестве топлива для выпаривания соли, привела к появлению вокруг города уникальной Люнебургской пустоши.

### Бардовик (община в составе Люнебурга)
Впервые Бардовик упоминается в 795 году. Он впечатлял, прежде всего, собором Св. Петра и Павла, отчасти ещё поздне-романской монастырской церковью. Церковь появилась в конце XIV столетия, однако некоторое её элементы созданы ещё в середине XII века.
Небольшой район, уже в VIII веке был значительным перевалочным пунктом, поскольку купцы по этим дорогам проезжали в славянские области к северу от Эльбы. Политическое же значение Бардовик получил, когда был расширен в связи с подчинением саксов Карлом Великим (747—814), как город на границе со славянскими племенами.
Через Бардовик протекает река Ильменау. В то время она была судоходной, через Эльбу и Ильменау проходил важный путь к морю. Соль, добываемая в Люнебурге, транспортировалась по этому маршруту. Так как на протяжении многих лет уровень воды в Эльбе менялся в пользу Люнебурга, последний все больше вытеснял Бардовик с торговых позиций.
С разрушением Бардовика Генрихом Львом в 1189 прежнее значение было полностью утрачено. Сегодня это место привлекает множеством возможностей отлично провести отпуск или свободное время, начиная от игры в гольф и заканчивая катанием на коньках.

## Достопримечательности

### Люнебургская пустошь
Люнебургская пустошь, область с богатой природой и культурой, простирается от Гамбурга до Брауншвайга, а также до Бремена и Виттингена. Типичный ландшафт с цветочными коврами и кустами можжевельника ограничивается многочисленными небольшими оазисами. Сердце региона — заповедник «Люнебургская пустошь», название которого совпадает с одноимённым природным парком. Он расположен к юго-западу от Люнебурга, а его площадь составляет 234 км2. В окрестностях Люнебурга можно посетить такие пустоши, как Рерхоф (Rehrhof), Кронсберг (Kronsberg), Ольдендорфский некрополь (Oldendorfer Totenstatt), а также пустошь Швиндебекер (Schwindebecker). Прогулки можно осуществить пешком, на велосипеде или верхом на лошади.
Чтобы насладиться фиолетовыми ландшафтами пустоши, лучше всего ездить в Люнебургскую пустошь с начала августа до середины сентября. Устоявшиеся в это время климатические условия оптимальны для капризного вереска. Болота цветут уже с июля, однако их не так много.
Во всей пустоши все ещё живут 19 стад, это преимущественно степные овцы — самая маленькая порода овец. Степные овцы происходят от сардинских и корсиканских муфлонов, которые были завезены на сушу и приручены примерно 1000 лет назад. Сегодня их разводят прежде всего для мясной продукции (напоминает вкус дичи) и для ухода за классическим ландшафтом пустоши.
Популярными туристическими объектами в заповеднике являются в том числе сады в Шневердингене (Schneverdingen) с огромным количеством различных сортов растений и поселок Вильзеде (Ort Wilsede), разрешённый для проезда на автомобиле только для его жителей. Близлежащая гора Вильзеде является самой высокой точкой Люнебургской пустоши.

### Долина Эльбы. Заповедник Эльбтальауэ
Река Эльба в своем течении имеет обширную ландшафтную структуру с разнообразными ландшафтами пойм. Заповедник простирается на 400 километров, граничит с пятью государствами. Площадь заповедника 3750 км2 соответствует величине Боденского озера. Неподалёку от Люнебурга находится долина реки Эльбы. Ввиду наличия большого количества редких видов птиц и растений, долина получила статус биосферного заповедника ЮНЕСКО. Она простирается от Хонсторфа до Блеккеде.
Долину реки Эльбы можно легко исследовать пешком или на велосипеде по специальной велодорожке вдоль Эльбы. Помимо этого стоит посетить гидравлический подъёмник в Шарнебеке, который относится к самым большим корабельным подъёмникам Европы. Здесь корабли поднимают до 38 м. Кто хочет посмотреть, как 5700 тонн поднимаются наверх за три минуты, может бронировать экскурсию на пассажирском судне или подняться на платформы для посетителей, которые открыты круглосуточно. Выставочный зал открыт ежедневно с марта по октябрь.

## Транспорт
Люнебург входит в состав транспортной компании Hamburger Verkehrsverbund. В городском округе Люнебург действует 11 автобусных маршрутов. Помимо станции Люнебург, в Бардовике находится ещё одна, поменьше. Ближайшие города, до которых можно легко добраться по железной дороге, — Гамбург, Ганновер, Любек, Лауэнбург, Ильцен и Винзен.

## Транспортные сообщения
Люнебург имеет прямое сообщение с автомобильной магистралью федерального значения 250 в Зеветаль, где на перекрестке Maschener Kreuz можно уехать во всех направлениях. Этот автобан в основном подходит для тех, кто едет с севера через Гамбург и с запада (А1 из Бремена). Из Берлина можно доехать на А24 до съезда в Хорнбек и через Лауэнбург (мост через Эльбу) по В 209 до Люнебурга. Для подъезда с юга надо выезжать на А7 в направлении Гамбурга до Гарльсторфа. Через Зальцхаузен проходит самый быстрый путь.
Около 5000 парковочных мест находятся в распоряжении гостей и жителей Люнебурга — большая часть из них находится в центре города или неподалёку от него. Если у вас мало времени для прогулок или вы несете тяжелые сумки с покупками, то вас не обрадует множество улиц с односторонним движением и небольшим количеством краткосрочных автостоянок. Особенно неудобно, но необходимо из соображений безопасности дорожного движения большое количество запретов левых поворотов для водителей, из-за которых гости города довольно быстро приходят в отчаяние.
Тот, кто приезжает в доме на колесах, может воспользоваться парковкой, где с недавних пор функционирует стоянка для жилых автомобилей (за сутки 8 евро, включая электроэнергию, а также водоснабжение и утилизацию отходов). Небольшой минус: нет возможности принять душ.
Лучше всего передвигаться по городу на велосипеде. В 2002 году Люнебург занял второе место в конкурсе «Самый велосипедный город Нижней Саксонии» — и это действительно ощущается. Примерно на 60-ти процентах от общего числа дорог с односторонним движением велосипедистам разрешено двигаться по встречному направлению. Существуют стоянки и разветвленные сети велосипедных дорожек.
В Люнебурге в общей сложности на одиннадцати городских линиях совершают рейсы современные автобусы с низкой посадкой и без подножки. В течение дня автобусы четырёх таких направлений курсируют с 20-минутным интервалом. Если автобусы прекращают движение, то можно заказать общественное такси, которое доставит пассажира прямо до дома. Тем, кто пользуется подобным сервисом впервые, необходимо заранее ознакомиться с информацией о порядке предоставления услуг, чтобы избежать длительного ожидания.
Скоростные поезда междугороднего назначения IntercityExpress Гамбург — Штутгарт и Гамбург — Мюнхен останавливаются в Люнебурге. Чтобы добраться из Берлина или Бремена до люнебургского вокзала, можно также воспользоваться междугородным экспрессом, однако будет необходимо совершить как минимум одну пересадку и отправиться после этого на поезде местного сообщения (Regionalbahn) или на метрономе (Нижнесаксонская компания железных дорог, г. Ильцен). Движение поездов метронома координируется по времени с автобусами местного сообщения.

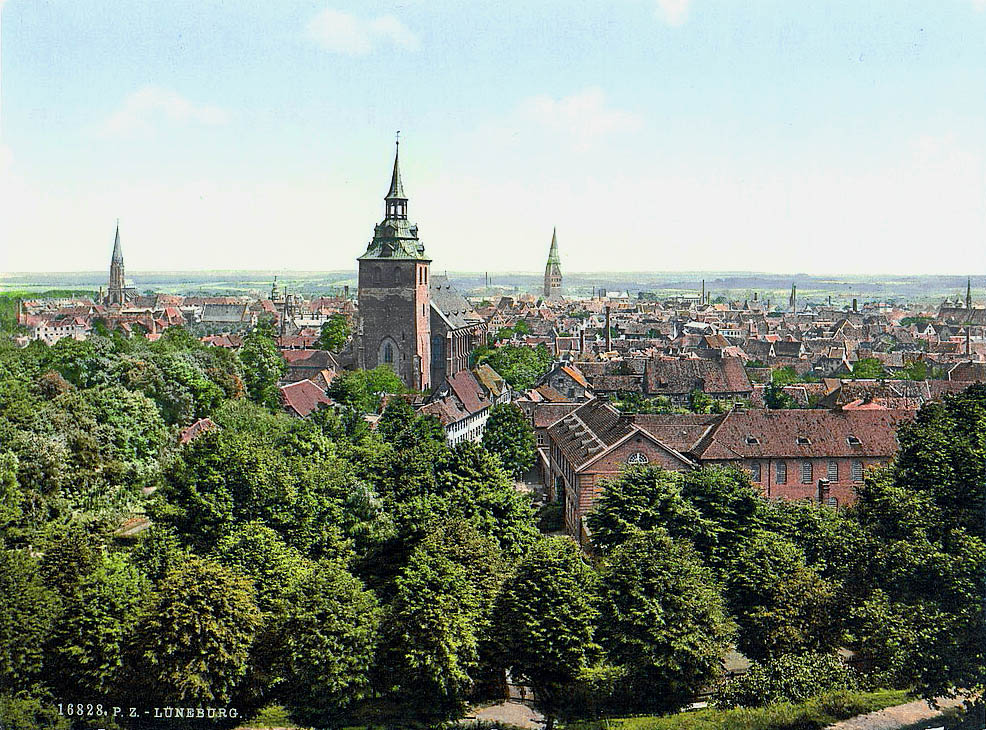
Город в 1895 году
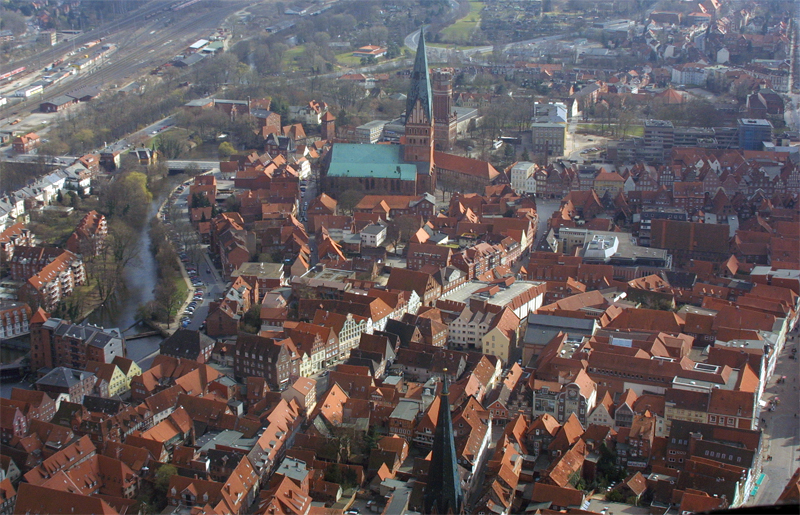
Город в 2003 году, в центре церковь святого Иоанна, за ней — Люнебургская водонапорная башня.

## Города-побратимы
- Сканторп, Англия (1960)
- Наруто, Япония (1974)
- Кламар, Франция (1975)
- Ивреа, Италия (1988)
- Виборг, Дания (1992)
- Тарту, Эстония (1993)

### Дружеские связи
- Кульмбах, Бавария
- Кётен, Саксония-Анхальт

## Галерея

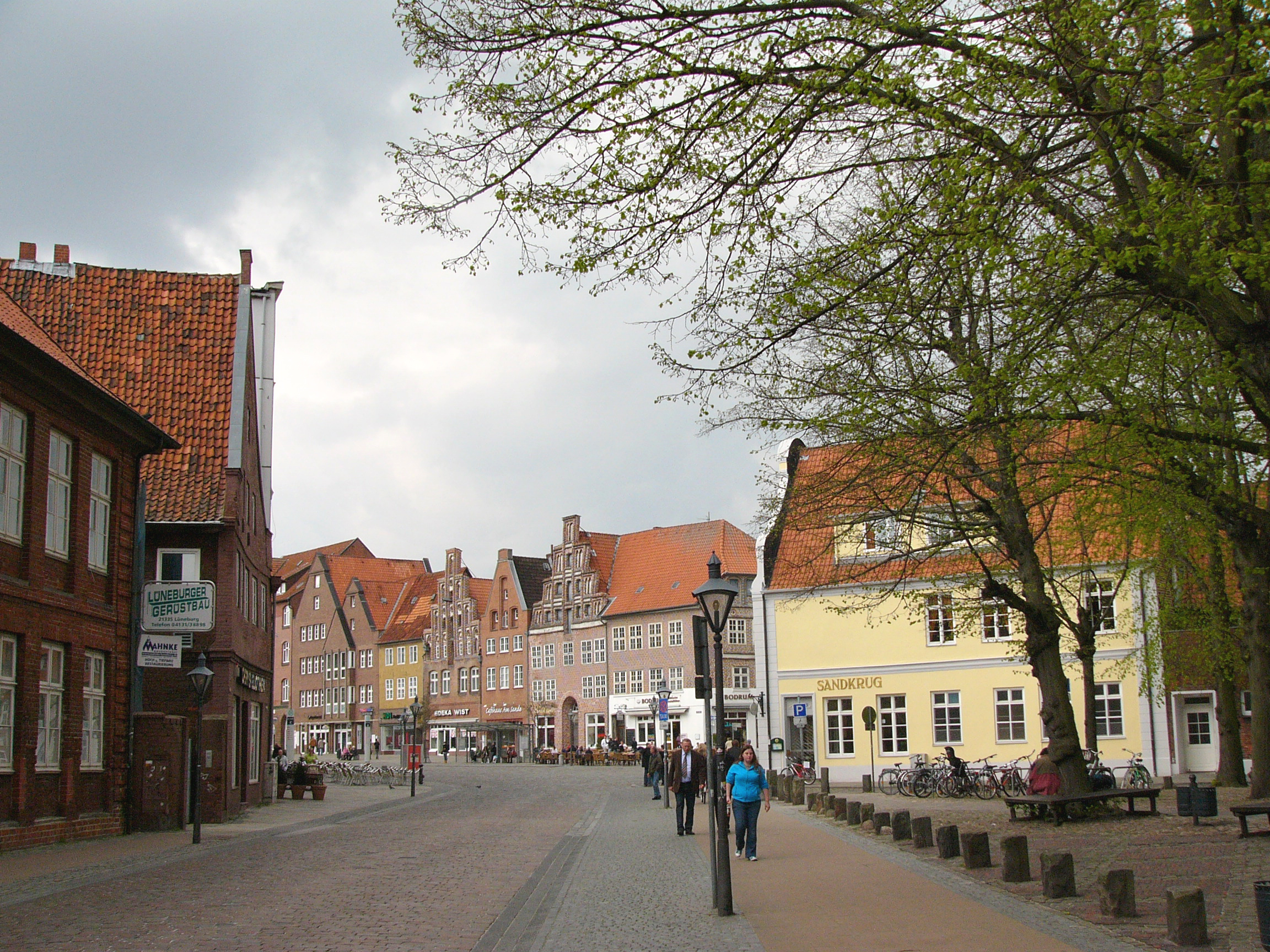
Двускатные дома на площади «Am Sande»
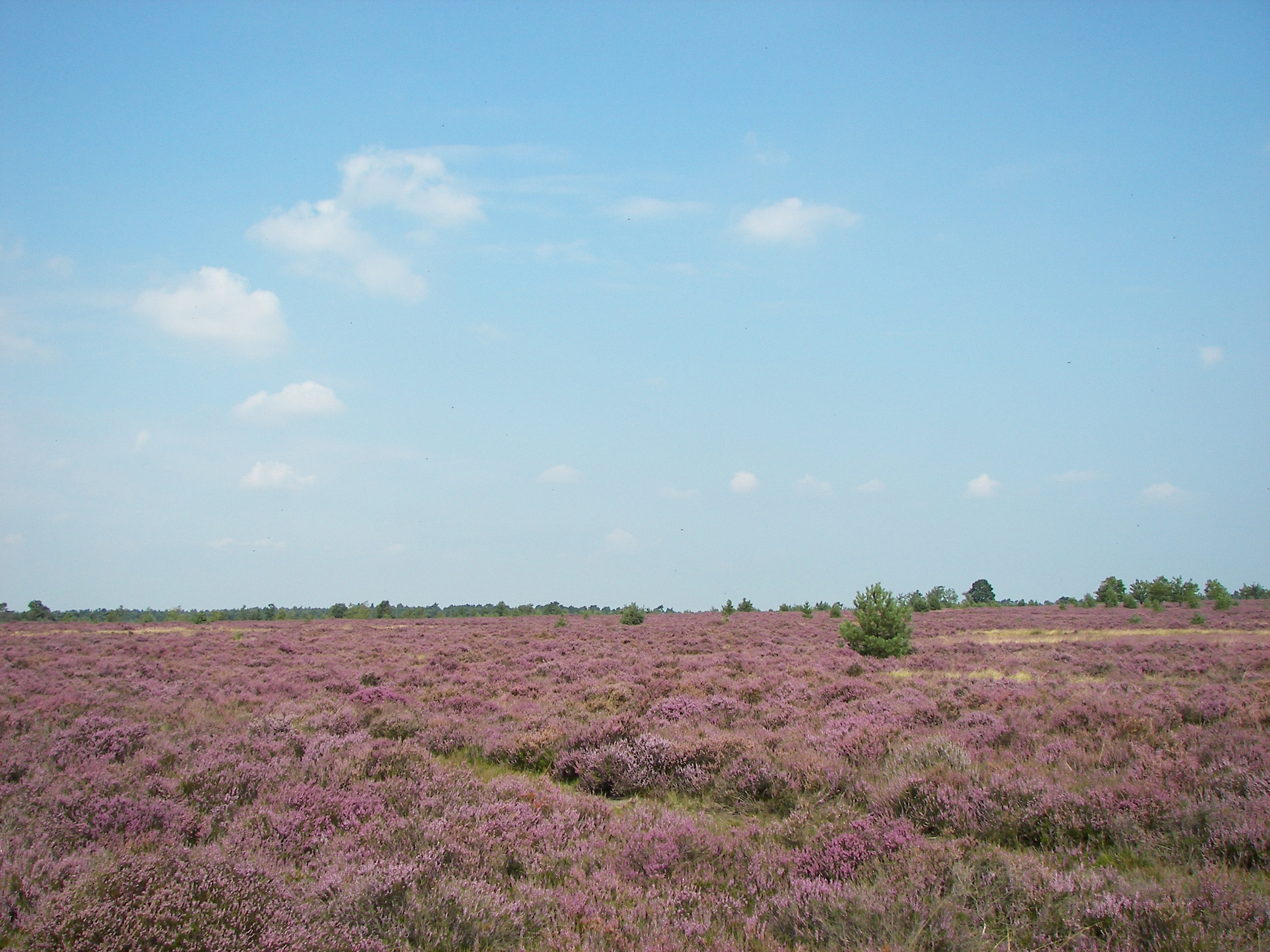
Люнебургская пустошь
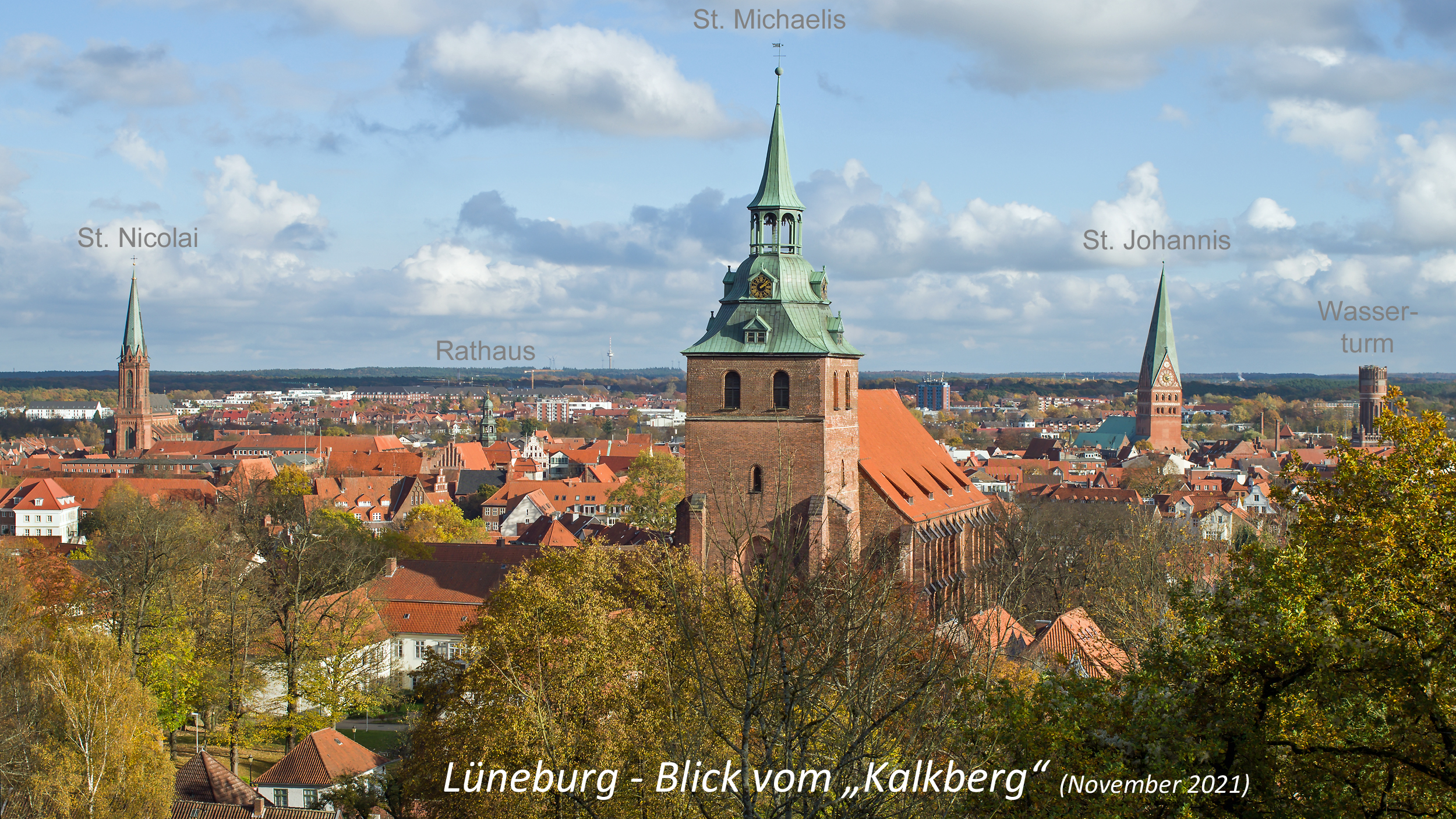
Вид с «Калькберга» на восток центра Люнебурга с тремя главными церквями
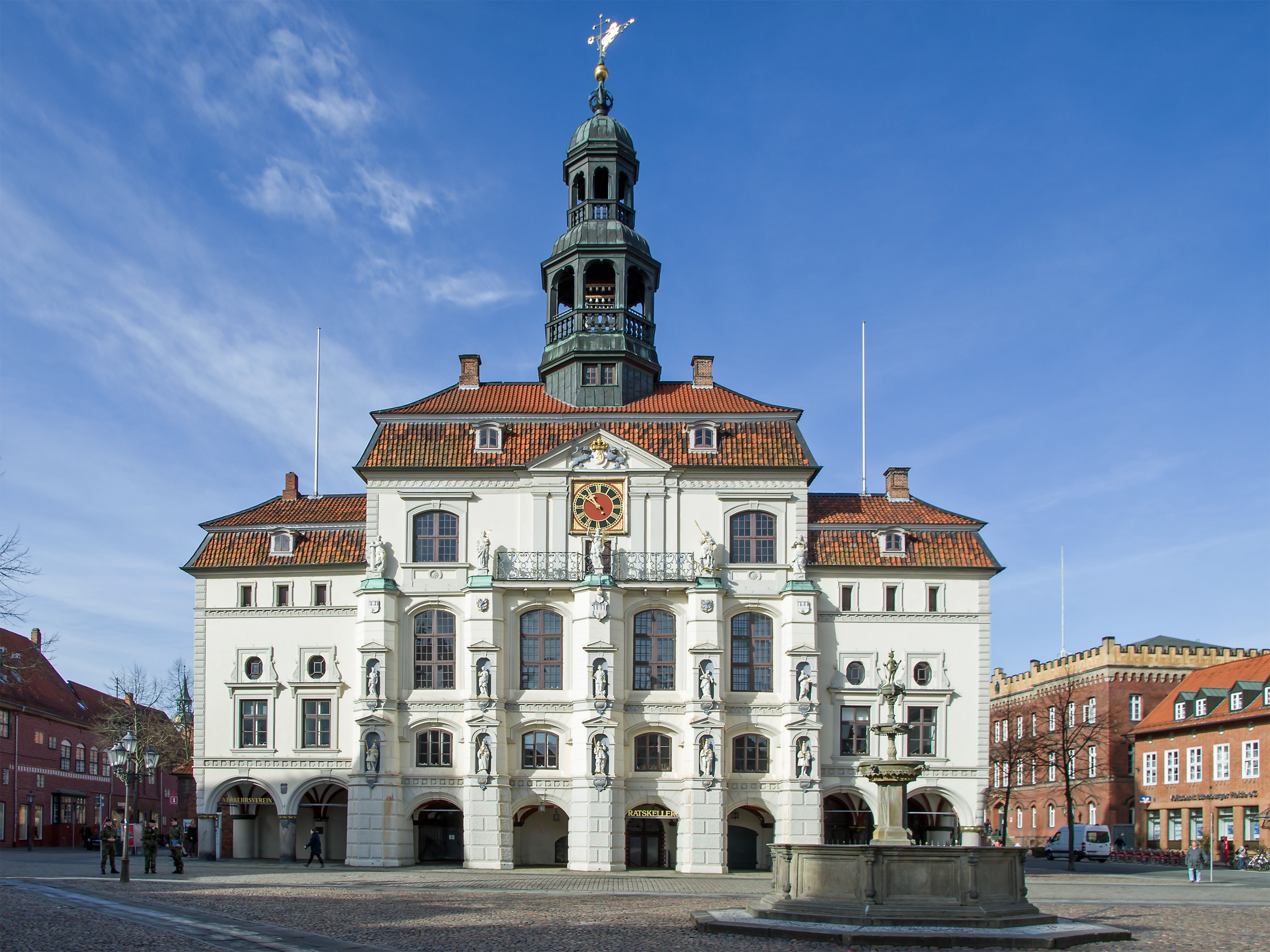
Ратуша Люнебурга, фасад рыночной площади в стиле барокко
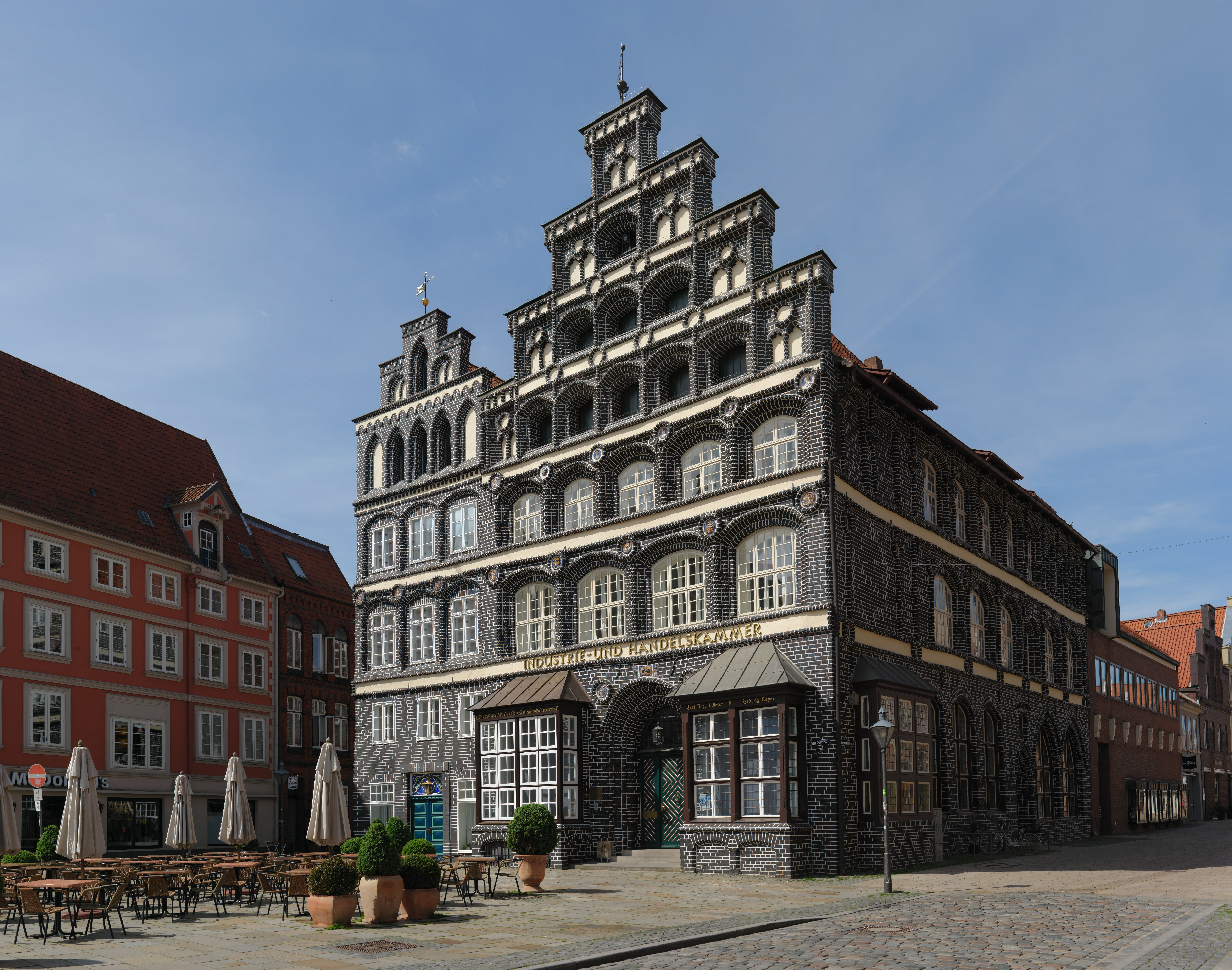
Торгово-промышленная палата
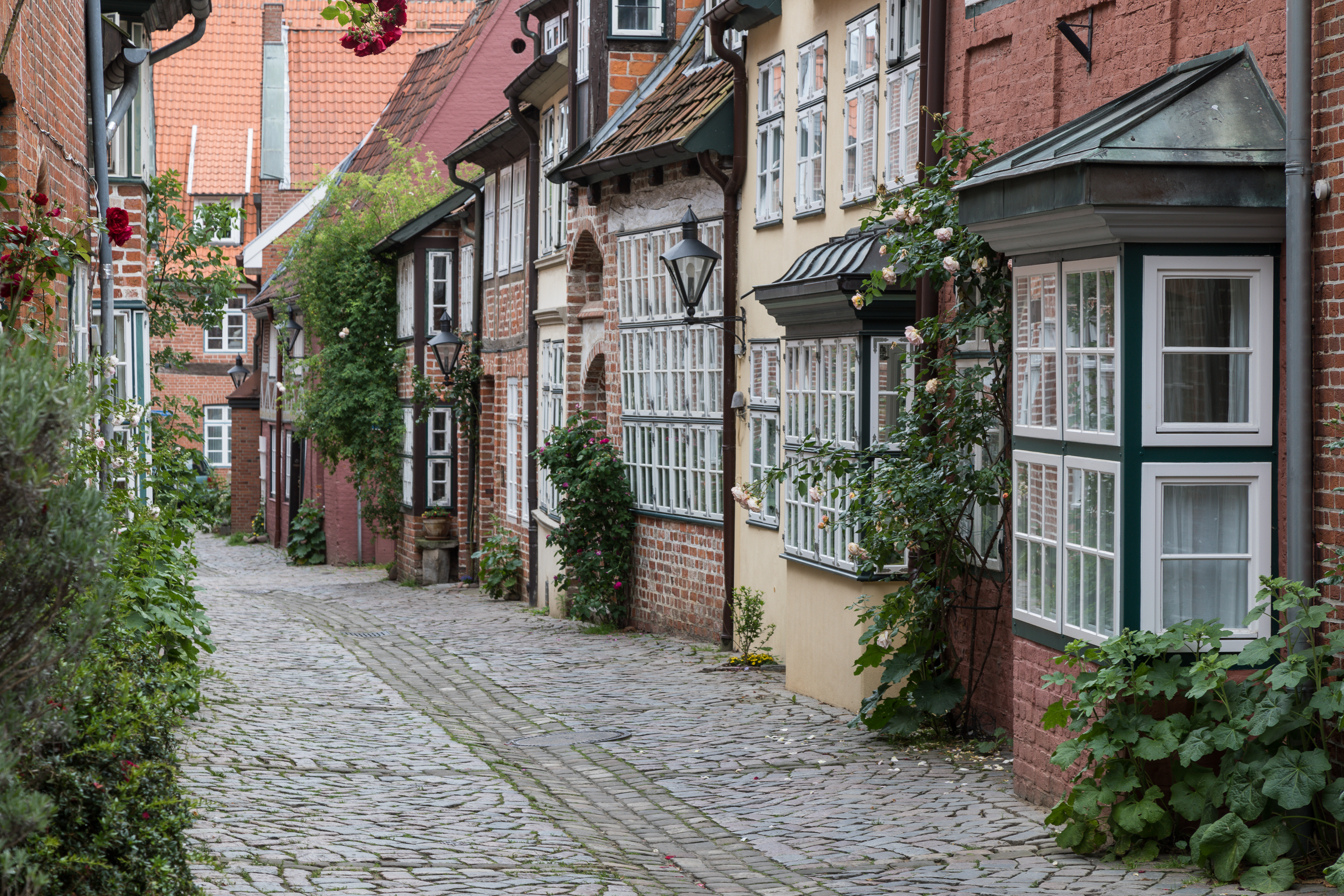
mini
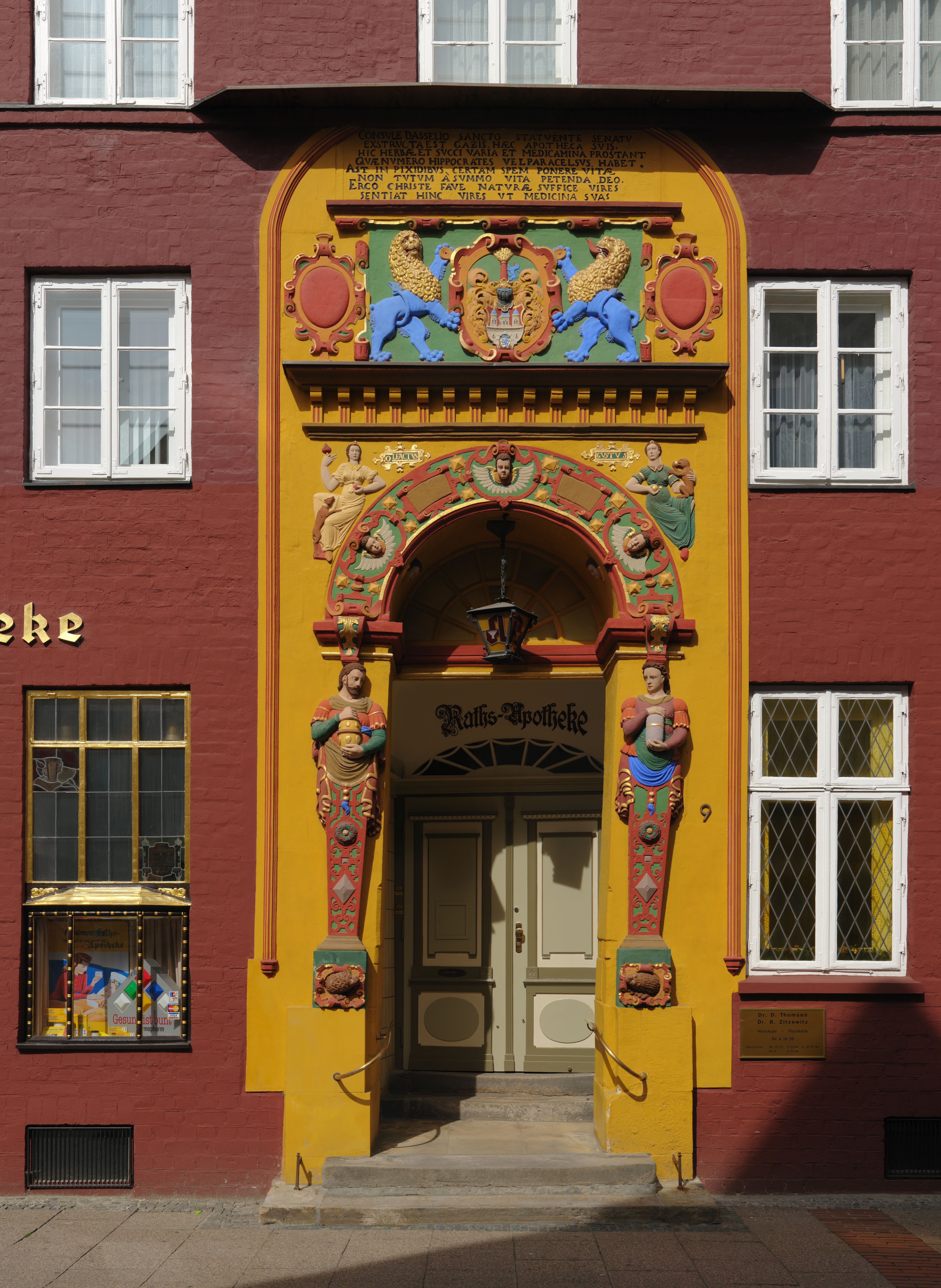
mini
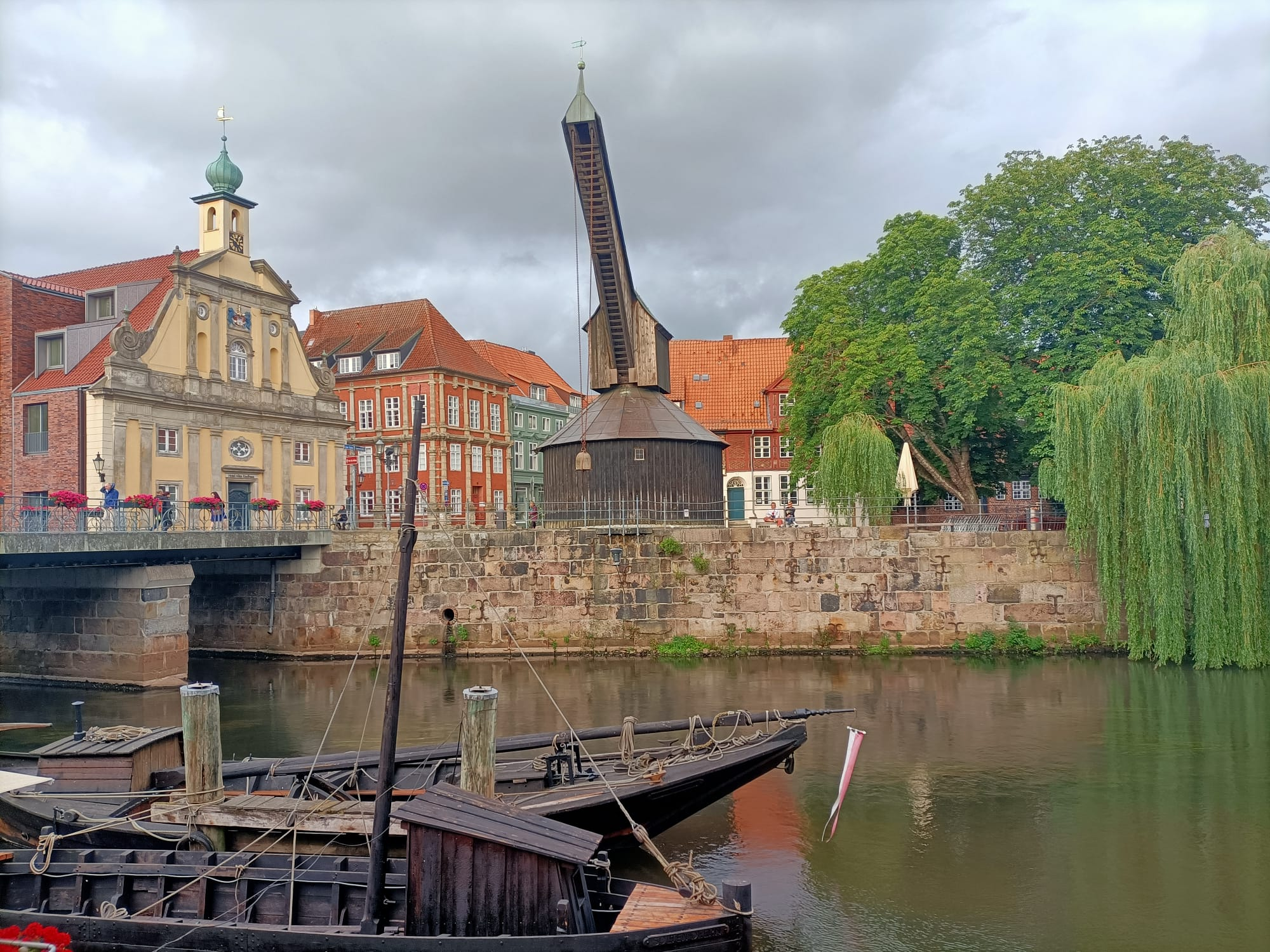
Средневековый кран, характерный для ганзейских городов